# La escuela de los maridos
 La escuela de los maridos  (en francés: L'école des maris) es una comedia escrita por el dramaturgo francés Molière. Se halla dividida en tres actos y fue representada  en el Teatro del Palais-Royal  de París, el 24 de junio de 1661. En la comedia se refleja la diferencia de dos parejas comprometidas entre sí, y cuya mayor diferencia será el trato de los diferentes maridos a cada una de las dos hermanas.

## Personajes
- Don Gregorio: hermano de Don Manuel.
- Don Manuel: hermano de Don Gregorio.
- Doña Rosa: hermana de Doña Leonor.
- Doña Leonor: hermana de Doña Rosa.
- Juliana: doncella de Doña Leonor.
- Don Enrique: enamorado de Doña Rosa.
- Cosme: criado de Don Enrique.
- El comisario.
- El notario o escribano.

## Argumento

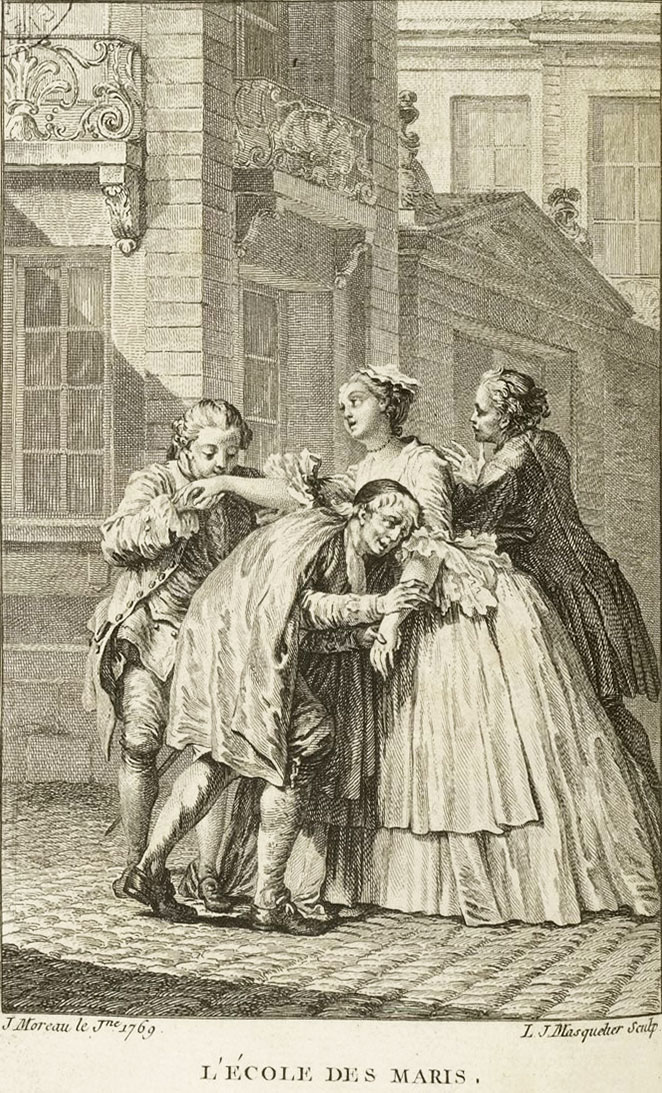
La escuela de los maridos. Grabado (1773).

### Acto I
Don Manuel y Don Gregorio discuten acerca de como es la mejor manera de tratar a las esposas. Don Manuel está a favor de un trato más libre, en donde permita que la mujer exprese sus sentimientos libremente y donde la verdad prevalezca ante todo. Don Gregorio por el contrario le dice a su hermano que es un soñador, y que la mujer que es tratada de esa manera tarde o temprano terminará engañándolo. Aparecen a su vez las dos hermanas discutiendo sobre sus respectivos futuros maridos, y la diferencia del trato recibido por Doña Leonor (comprometida con Don Manuel) y la de Doña Rosa (comprometida con Don Gregorio).

### Acto II
Doña Rosa le pide a su prometido Don Gregorio que le devuelva una carta que supuestamente le ha enviado Don Enrique a ella. Esta finge estar muy angustiada y molesta por la supuesta carta y la declaración de amor de Don Enrique. Y aunque Don Enrique sí está enamorado de Doña Rosa, jamás le ha enviado tal carta. La escena transcurre con una discusión entre Don Enrique y Don Gregorio, ya que este último decide ir a la casa de Don Enrique a hacerle el reclamo personalmente, Don Enrique no entiende tal situación si no hasta que Don Gregorio le devuelve la supuesta carta enviada por él a Doña Rosa, este la lee y comprende que Doña Rosa se la ha enviado con el mismo marido sin que él se dé cuenta, y más aún llegando intacta, ya que el marido decidió no abrirla. Don Gregorio cansado de tanto reclamar con Don Enrique decide casarse con Doña Rosa apresuradamente, mientras tanto Doña Rosa piensa la mejor forma de librarse de tal compromiso.

### Acto III
Doña Rosa inventa una forma de no casarse con Don Gregorio, y es casarse primero con Don Enrique. Le dice a Don Gregorio que se va a dirigir a la casa de Don Enrique fingiendo ser su hermana Doña Leonor (por la que inventó un supuesto romance con Don Enrique) para dejarle las cosas en claro de una vez. También inventó que Doña Leonor estaba loca de pasión por Don Enrique. Don Gregorio que se enteró de esto, decide apresurarse para conseguir un notario o escribano y un comisario que los casen y demostrarle así a su hermano Don Manuel que su prometida no es tan buena como parece. Doña Rosa que rápidamente entra a la cabaña de Don Enrique pide que entren solo los dos personajes (comisario y notario) para certificar la boda, mientras tanto Don Gregorio que aún no se ha enterado de la trampa que le han puesto, sigue ciegamente las palabras de Doña Rosa, y decide ir a llamar a su hermano Don Manuel. Este al enterarse de la supuesta infidelidad de Doña Leonor, decide confrontarla, pero esta lo niega rotundamente, diciendo que la que se está casando en ese preciso momento es su hermana Doña Rosa y no ella.
Finalmente Don Enrique e Doña Rosa se casan, Don Manuel convence a Don Gregorio de dejarlo en paz y está convencido de que ya se le pasará la ira contra ellos. Al final sale Juliana diciendo: "Si conocéis vosotros a maridos feroces, enviadlos, al menos a nuestra escuela". final